# Koronadal
Koronadal – miasto na Filipinach, na wyspie Mindanao. Stolica prowincji South Cotabato i regionu SOCCSKSARGEN. Liczy 158 273 mieszkańców (2010).